# Lost (canción de Katy Perry)
«Lost» (en español: Perdido) es una canción de la cantante norteamericana Katy Perry, la canción es una balada (acústica) de la cantante para su álbum debut One of the Boys. La canción fue lanzada junto al disco de vinilo de Ur So Gay, como un lado B de este. No tuvo ninguna certificación, aun así, tampoco aparece en ninguna de las listas musicales de varios países. La canción fue escrita por Perry y Ted Bruner, fue grabado en los estudios de Rondor Studios, en Los Ángeles, California. La canción habla sobre superar los momentos difíciles. 

## Estructura

### Estructura musical
«Lost» es una canción acústica compuesta en compás de 4/4. Los instrumentos que se emplean en la canción son: La batería, una guitarra y un teclado electrónico. La primera interpretación musical es una balada de piano y guitarra a 96 pulsaciones por minuto.

## Presentaciones en vivo
- Hello Katy Tour: La interpretación es muy sencilla. Aparece cantando junto a su banda en una versión igual a la del álbum.
- MTV Unplugged: Esta versión es acústica, en la cual ella toca la guitarra.